# Молькенбур, Герман
Герман Молькенбур (нем. Hermann Molkenbuhr; 1851—1927) — немецкий политик.

## Биография
Герман Молькенбур родился 11 сентября 1851 года в городе Веделе.
Первоначально примыкал к центру, затем сместился к правым, поддерживавшим правительство Эберта-Шейдемана. 
В 1860-х гг. Молькенбур принял участие в рабочем движении, вступив в основанный Фердинантом Лассалем Всеобщий германский рабочий союз; в 1875 году был делегатом Готского объединительного съезда. 
В 1881 Молькенбур был выслан в силу так называемых исключительных законов против социалистов и до 1884 жил в Новом Свете. 
С 1890 года Герман Молькенбур стал редактором социал-демократической газеты «Гамбургское эхо» (нем. «Hamburger Echo»).
С 1915 года Г. Молькенбур был городским советником в Берлине; с 1912 года депутатом Бранденбургского ландтага, а в 1890—1906, 1907—1918 и 1920—1924 гг. депутатом рейхстага; в 1919 году стал членом Национального собрания. 
С 1904 года Молькенбур являлся генеральным секретарём Социал-демократической партии Германии, а с 1911 по 1924 год был председателем социал-демократической фракции германского рейхстага.
Герман Молькенбур умер 22 декабря 1927 года в немецкой столице.